# 長崎税関
長崎税関（ながさきぜいかん）は、日本の税関。九州の西側を管轄し、長崎市に主たる事務所を置く。

## 歴史
- 1698年 - 長崎会所設置。
- 1859年 - 長崎・神奈川・箱館の3港を開港、長崎会所の一部に湊会所を設置する。
- 1863年 - 長崎運上所設置（湊会所を運上所と改称）。
- 1867年 - 長崎会所廃止。
- 1872年 - 運上所を税関という呼称に統一。
- 1878年 - 長崎税関口之津支庁開設。
- 1890年 - 山口県が神戸税関の管轄区域となる。
- 1891年 - 長崎税関梅ヶ崎庁舎竣工。
- 1898年 - 長崎税関下り松派出所開設（現存・重要文化財）。
- 1899年 - 山口県が再び長崎税関の管轄区域となる。
- 1909年 - 長崎税関から門司税関支署が独立して、門司税関となる。管轄区域は以下の通り。
  - 門司税関：山口県、福岡県（筑後地方を除く）、大分県
  - 長崎税関：福岡県筑後地方、佐賀県、長崎県、熊本県、宮崎県、鹿児島県、沖縄県
- 1923年 - 長崎港に日華連絡船就航。
- 1928年 - 現在地に長崎税関庁舎竣工。
- 1942年 - 神戸丸遭難により職員殉職。
- 1943年 - 税関閉鎖（第二次世界大戦により税関官制廃止、海運局に併合）。
  - この際、九州は門司海運局（1945年九州海運局と改称）の管轄区域となる。
- 1945年 - 原爆投下、旧長崎税関庁舎甚大な被害を受ける。アメリカ第8海兵師団司令部が税関庁舎を接収。
- 1946年 - 税関再開。山口県および九州7県は門司税関の管轄区域となる。
- 1953年 - 門司税関から長崎税関支署が独立して、長崎税関となる。管轄区域は以下の通り。
  - 門司税関：山口県、福岡県（筑後地方を除く）、佐賀県北部、長崎県壱岐・対馬、大分県、宮崎県
  - 長崎税関：福岡県筑後地方、佐賀県南部、長崎県（壱岐・対馬を除く）、熊本県、鹿児島県
- 1969年 - 現長崎税関庁舎竣工。
- 1985年 - 八代支署設置（三角支署を出張所に改称）。

## 長崎税関長
| 氏名      | 出身校         | 在任期間    | 前職                                             | 後職 |
| --------- | -------------- | ----------- | ------------------------------------------------ | ---- |
| 江口 博行 | 東京大学法学部 | 2019年７月‐ | 環境省大臣官房審議官 併任 内閣府大臣官房審議官   |      |
| 奥田 直久 | 東京大学農学部 | 2020年７月‐ | 環境省大臣官房サイバーセキュリティ・情報化審議官 |      |

## 管内支署・出張所
- 長崎税関本関
  - 長崎空港出張所
  - 五島監視署
- 三池税関支署
  - 久留米出張所
  - 久留米出張所佐賀空港事務所
- 佐世保税関支署
- 八代税関支署
  - 熊本出張所
  - 水俣出張所
  - 三角出張所
  - 熊本空港出張所
- 鹿児島税関支署
  - 枕崎出張所
  - 川内出張所
  - 鹿児島空港出張所
  - 志布志出張所
  - 名瀬監視署

## 監視艇
- なんせい（大型監視艇）

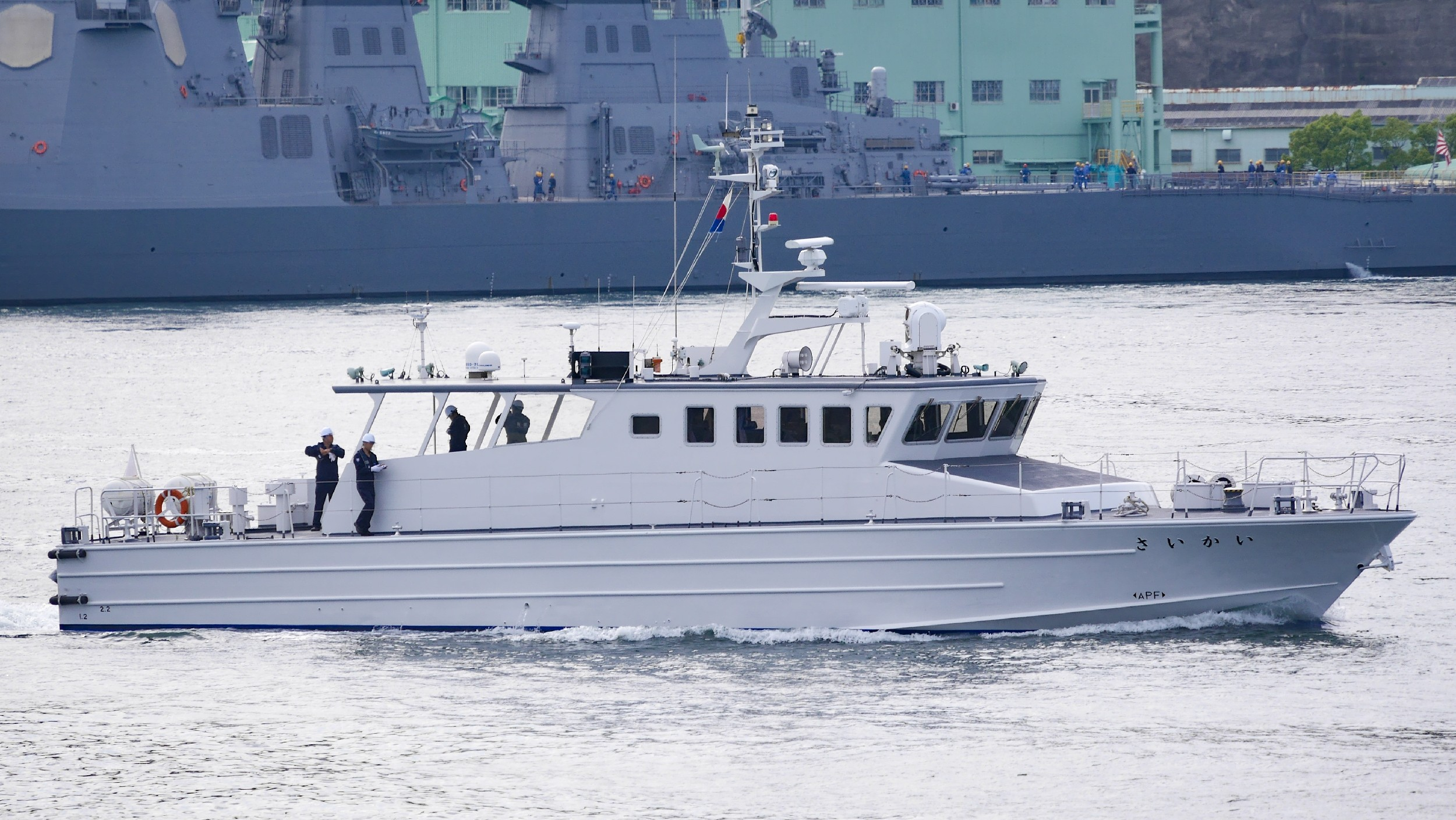
監視艇さいかい

  - 2018年（平成30年）三菱重工業下関造船所建造[1]
  - 全長38.4m　141総トン
- さいかい（中型監視艇）
  - 2001年（平成13年）鈴木造船建造[2]
  - 全長26.81m、全幅5.6m
- ありあけ（小型監視艇）
  - 2004年（平成16年）熊本ドック建造[3]
  - 全長19.9m、全幅4.6m